# Pikku Pukkisaari (ö i Finland)
Pikku Pukkisaari är en ö i Finland. Den ligger i sjön Kyyjärvi och i kommunen Kyyjärvi i den ekonomiska regionen  Saarijärvi-Viitasaari och landskapet Mellersta Finland, i den centrala delen av landet, 300 km norr om huvudstaden Helsingfors. Öns area är 0,3 hektar och dess största längd är 80 meter i sydöst-nordvästlig riktning.